# Voievodatul Subcarpatia
Voievodatul Subcarpatia (în poloneză Województwo Podkarpackie) este o regiune administrativă în sud-estul Poloniei. Capitala voievodatului este orașul Rzeszów. 

## Diviziune administrativă
Voievodatul Podcarpatiei se împarte în 21 județe. În afară de județe, regiunea contine și patru municipii.

### Municipii
1. Krosno
2. Przemyśl
3. Rzeszów
4. Tarnobrzeg

### Plese teritoriale
| 1. Bieszczady (reședință: Ustrzyki Dolne) 2. Brzozów 3. Dębica 4. Jarosław 5. Jasło 6. Kolbuszowa 7. Krosno | 1. Lesko 2. Leżajsk 3. Lubaczów 4. Łańcut 5. Mielec 6. Nisko 7. Przemyśl | 1. Przeworsk 2. Ropczyce-Sędziszów (reședință: Ropczyce) 3. Rzeszów 4. Sanok 5. Stalowa Wola 6. Strzyżów 7. Tarnobrzeg |